# Estação de King's Lynn
A Estação de King's Lynn  é uma estação de caminho-de-ferro em com o mesmo nome. É o término da Fen Line, que a liga à estação de Cambridge.
| operavam             | Localização                                                                             | trens                         | Freqüência  |
| -------------------- | --------------------------------------------------------------------------------------- | ----------------------------- | ----------- |
| First Capital Direct | King's Lynn – Watlington – Downham Market – Littleport – Ely – Waterbeach – Cambridge – | Class 365 Class 317 Class 379 | 1x por hora |